# Воу, Фил
Фил Воу (англ. Phillip Waugh, родился 22 сентября 1979 года в Сиднее) — австралийский регбист, известный по выступлениям на позиции правого фланкера за клуб «Уаратаз». Серебряный призёр чемпионата мира 2003 года в составе сборной Австралии.

## Регбийная карьера
Учился в школе Шор, выступал за школьную сборную Австралии и был её капитаном в 1997 году. Позже он выступал за сборные до 19 и до 21 года в 1999—2000 годах. В 1999 году заключил профессиональный контракт с «Уаратаз», в составе которого и дебютировал в Супер 12. В 2000 году дебютировал в сборной Австралии во время турне по Европе в матче против Англии, сыграл также в составе «Уоллабиз» против Британских и ирландских львов в 2001 году. В 2000 году стал лучшим новичком клуба «Уаратаз», а в 2001 году стал игроком года.
В начале 2002 года Воу получил травму лодыжки и пропустил почти весь сезон, но вернулся в 2003 году, став вице-капитаном сборной на домашнем чемпионате мира и дойдя с ней до финала. В 2003 году он провёл 13 из 14 тест-матчей австралийской сборной. По итогам года он получил медаль Джона Илза не только как лучший по достижениям спортсмен Австралии, но и как соблюдавший правила игры. В 2004 году он начал конкуренцию с Джорджем Смитом в сборной, проведя 11 из 12 тест-матчей за сборную в том году, а в 2005 году провёл 50-й матч. Весной 2006 года Воу вывел сборную в ранге капитана на матч против Уэльса, но ротация со Смитом не делала его игроком основы.
В 2007 году Воу стал капитаном «Уаратаз» в Супер 14, но из-за травмы колена на 3-й неделе сезона в матче против «Сентрал Читаз» пропустил почти весь сезон: в его активе оказалось всего 4 игры, а команда заняла предпоследнее место. В том же году он успел сыграть в звании капитана сборной против Уэльса и Фиджи тест-матчи, а на чемпионате мира во Франции провёл 4 игры из 5 игр сборной (Австралия покинула турнир на стадии четвертьфинала). В клубе Фила заменяли поочерёдно Роки Элсом и Адам Фрайер.
В 2008 году в сезоне Супер 14 Воу вышел с командой в финал турнира, который «Уаратаз» проиграли команде «Крусейдерс» со счётом 20:12. Воу является рекордсменом по числу игр за клуб в Супер 14: рекорд Криса Уайтакера в 107 игр он преодолел в 2009 году. 6 июня 2009 года Фил провёл матч за международный клуб «Барбарианс» как капитан команды против сборной Австралии в Сиднее.
В июне 2011 года Воу перед началом чемпионата мира объявил об уходе из большого регби.

## Стиль игры
В составе сборной Австралии Фил Воу стал твёрдым игроком основы благодаря таким качествам, как ловкость, с которой он действовал в раке, мощном захвате и умению двигаться с мячом в руках. Он был соперником Джорджа Смита в сборной, борясь за место правого фланкера. Воу в 35 играх из 79 выходил на замену и занёс четыре попытки.

## После регбийной карьеры
В декабре 2013 года Воу принял участие в регате Сидней—Хобарт на яхте «Perpetual Loyal» в составе экипажа, куда также вошли Карл Стефанович, Ларри Эмдар, Том Слингсби, Джуд Болтон и Гийом Браими.

## Достижения
- Серебряный призёр чемпионата мира: 2003
- Лучший нападающий клуба «Уаратаз»: 2008, 2009, 2010
- Обладатель Кубка Мэттью Бёрка — лучший игрок «Уаратаз»: 2004
- Медаль Джона Илза — спортсмен года в Австралии: 2003[2]